# 漢伯河
漢伯河是加拿大安大略省南部的一條河流，位於五大湖盆地，是安大略湖的支流。此河位於多倫多市西部，與東部的當河構成該市的兩條主要河流。1999年9月24日，漢伯河獲指定為加拿大傳統河流。
漢伯河匯集了多倫多以北扇形地區約750條小溪和支流，涵蓋德芙靈縣、皮爾區、閃高縣及約克區的部分地區。該河的主支流從西北部的尼亞加拉懸崖延伸約100（60英里）；而稱為東漢伯河的另一條主要支流則發源於奧羅拉附近橡樹嶺冰磧的聖佐治湖。它們在多倫多以北匯合，然後大致往東南方向流入安大略湖。河口兩側是卡西米爾·格佐夫斯基爵士公園及漢伯灣公園東。此河在多倫多市以內構成怡陶碧谷區的東界。

## 名稱
該河由上加拿大省督約翰·格雷夫斯·閃高命名為漢伯河，可能是以英格蘭的漢伯河口命名。

## 延伸閱讀
- Levine, Allan. . Toronto: Biography of a City (Douglas & McIntyre). 2015. ISBN 978-1-7710-0022-2.

## 外部連結
- The Humber Watershed （页面存档备份，存于） at the Toronto and Region Conservation Authority
- Flooding events in Canada - Ontario （页面存档备份，存于）, an Environment Canada page